# スマイル for 美衣
『スマイル for 美衣』（スマイル フォー みい）は、里見桂による日本の漫画。『週刊少年サンデー』（小学館）で1987年4・5号合併号から1989年15号まで連載された。コミックスは少年サンデーコミックス（小学館）より全12巻が発売されている。
黒沢哲哉は、ノンクレジットではあるが後半は自身がプロットライターを務めたと述べている。

## あらすじ
カメラマンにあこがれる高校生の星野美衣は「おじさん」が編集長を務める写真週刊誌『ジャストスクープ』の編集部に出入りし、なんどかスポーツ選手や芸能人の悩みを理解し、それを表現することのできる写真を撮っていったことから、正式にアルバイトとして雇われる。
やがて、プロカメラマンとして美衣の名前も売れるようになった頃、全日本プロカメラマン選手権 (AJPC) というプロカメラマンの競技会への参加をおじさんから打診される。そこは、カメラマンが文字通り命を賭けて戦う場であった。AJPCに優勝した美衣は、世界耐久フォトバトルGPに日本チームのリーダーとして参加、世界の強豪たちを相手に戦って行く。

## 主な登場人物
星野美衣（ほしの みい）
主人公。父は幼い頃に事故で亡くしており、母親と2人暮らし。
編集部所有の一眼レフも使用するが、個人所有のカメラは純平（後述）から10割引でもらったフラッシュ内蔵のコンパクトカメラ（機種は明示されていない）。
桃屋純平（ももや じゅんぺい）
実家は「モモヤカメラ」というカメラ屋であり、跡取りを望まれているが、本人はプロカメラマン志望。写真コンテストも入賞経験が多いが銀賞止まりで「何かが足りない」と批評されていた。
おじさん
写真週刊誌『ジャストスクープ』の編集長。最終話で美衣の母親と結婚し、その記念写真を美衣が撮る。
A・F・マコーミック, 土竜拳（どりゅう けん）, 採光寺輝（さいこうじ ひかる）
AJPCで未衣と競いあったカメラマンたち。世界耐久フォトバトルGPでは未衣をリーダーとする日本チームとなる。
橘丈太郎（たちばな じょうたろう）
日本写真界の総帥と呼ばれる男。AJPCでは正体を隠して司会を務めていた。かつて世界耐久フォトバトルGP最終戦まで勝ち進んだことがあり、世界耐久フォトバトルGPで優勝できるカメラマンをみつけるためにAJPCを創設した。

## AJPC
1回戦
逆光となる状態で世界記録を更新するような競技者2人による100メートル競走を撮影する。マコーミックは広角レンズを使用して至近距離から競技者の迫力ある写真を撮り、土竜拳はカメラドリーを用いた多重露光撮影を行った。
2回戦
西部劇を模したようなオープンセットの中で繰り広げられるイベントをフィルム1本で撮る。課題となるイベントは最後のバッファローの暴走であり、そこまでフィルムを温存しておくこともポイントとなった。
決勝戦
渓流下りを真上から撮影した写真と同じ写真を撮影する。マコーミックは渓谷にロープを渡して撮影したがロープの影が写り込んだため失格。土竜拳はAJPCが撮ったのと同じあおりレンズを使用して合格。美衣はあおりレンズを使用せずに撮影し一時は失格扱いとなるが、想定以上の創意工夫を認められ審査員の総意で合格扱いとなる。
延長戦
例年2名の優勝者を出さないため、前年の優勝者である採光寺輝を交えて美衣と土竜拳の3名で開催された。フォトサバイバルであり、相手のカメラに写らず、相手を写した者が勝者となる。

## 世界耐久フォトバトルGP
1回戦 対中国チーム
競技場に造られた塔の上にある氷像を溶ける前に写す。そのままでは氷像に撮影者が写り込んでしまうため、その対策もポイント。また、フォトサバイバルの要素も取り入れられており、相手チームに撮影されたカメラマンは失格となる。
2回戦 対東アフリカチーム
低空でアクロバット飛行や超音速飛行、タッチアンドゴーを行うF-14を撮影する。超人的な視力、身体能力の東アフリカチームが有意に進めていたが、超音速飛行でカメラがメカトラブルを起こしたのに気付かず、最後のタッチアンドゴーの撮影に失敗。美衣側はレンズが破損していたもののピンホールカメラの原理で撮影に成功した。
3回戦以降
ダイジェストで描かれており、スカイダイビング中にフォトサバイバルをしながら撮影、水上スキーをしながら撮影などの競技が行われた。
準々決勝 対フィンランドチーム
中国で「桃源郷」を表す写真を撮影する。3枚組の風景写真のフィンランドチームに対し、家族を撮った美衣の写真は観客全員をうならせる出来栄えであったが、カメラマン本人がフィルムを時間内に提出するという規定違反のため失格となる。これを不満としたフィンランドチームが再戦を申し込み、リーダー同士の一騎討ちが行われた。
準決勝 対フランスチーム
遊園地で逃げ回るピエロを撮影する。もしくはフォトサバイバルとして相手チームカメラマンを撮影する。
決勝 対ルーマニアチーム
全世界を舞台に隠されたVICTORYの7文字を撮影する。リバーシ要素もあり、挟んだ文字を自チームのポイントにすることもできた。日本チームは劣勢を強いられるが、Yを勝ち取り、最後のVを未衣が撮影したことにより逆転勝利する。